# پرونده نیکل توخالی

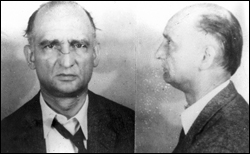
تصویر رودلف ایبل

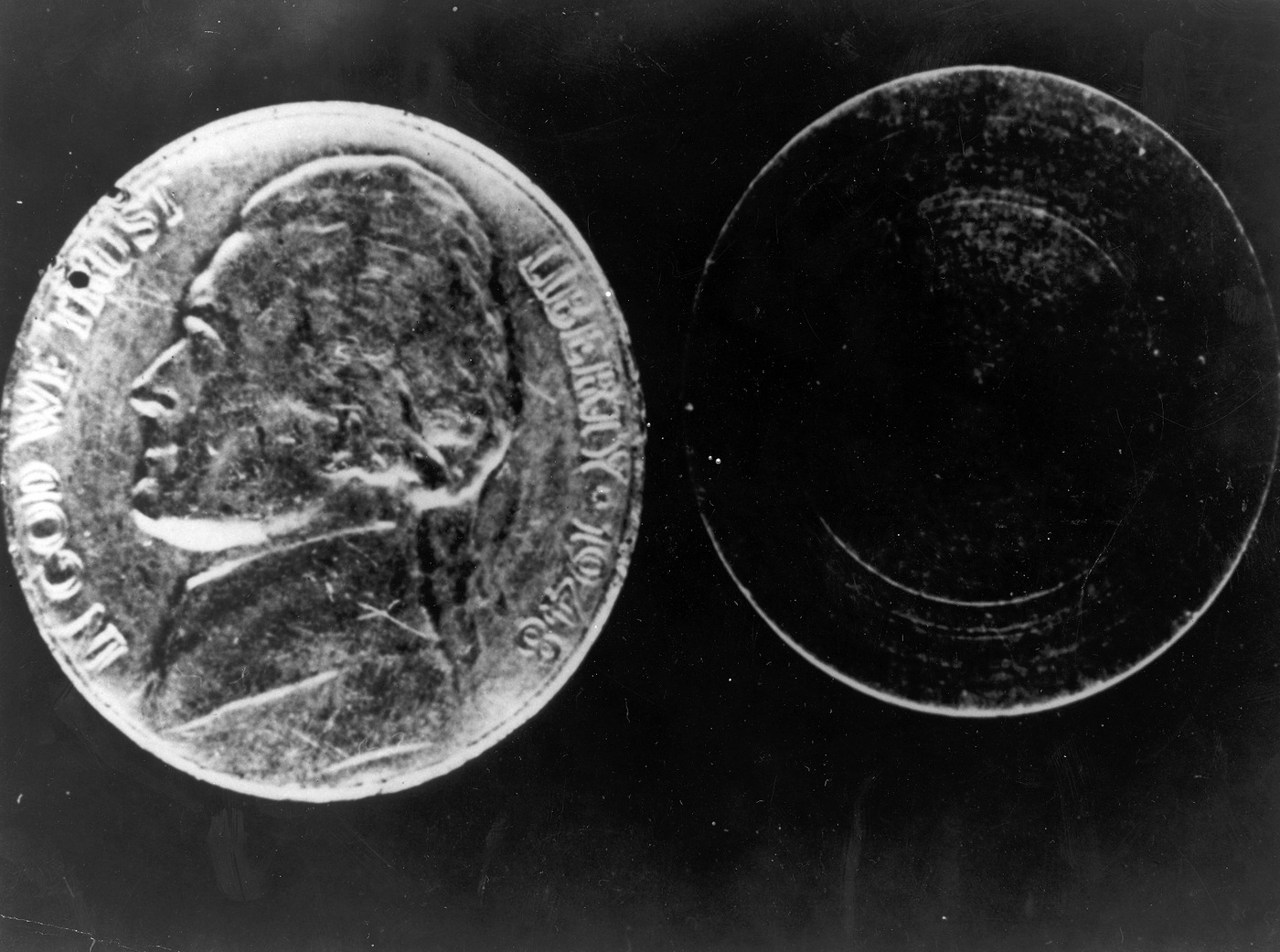
تصویری از یک سکه توخالی

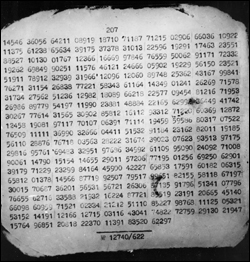
یکی از پیام‌های رمزی جای‌گذاری شده در داخل سکه‌ها

پرونده نیکل توخالی (به انگلیسی: Hollow Nickel Case) یا سکه توخالی به تحقیقات اف‌بی‌آی پیرامون کشف محفظه‌هایی گفته می‌شود که شکلی مانند سکه نیکل آمریکایی داشتند و در آن‌ها پیام‌های رمزی جای‌گذاری می‌شد.
در نهایت مشخص شد که این پرونده با فعالیت‌های جاسوسی رودلف ایبل از جانب شوروی  مرتبط است.